# Lusignac
Lusignac ist eine französische Gemeinde mit 163 Einwohnern (Stand 1. Januar 2022) im Département Dordogne in der Region Nouvelle-Aquitaine (vor 2016: Aquitanien). Sie gehört zum Arrondissement Périgueux und zum Kanton Ribérac.
Der Name in der okzitanischen Sprache lautet Lusinhac. der auf den Namen eines Landguts in gallorömischer Zeit zurückgeht, das einem „Lucinius“ oder „Licinius“ gehörte.
Die Einwohner werden Lusignacois und Lusignacoises genannt.

## Geographie
Lusignac liegt ca. 35 km nordwestlich von Périgueux im Gebiet Ribéracois der historischen Provinz Périgord am westlichen Rand des Départements.
Umgeben wird Lusignac von den Nachbargemeinden:
| Bouteilles-Saint-Sébastien | Saint-Martial-Viveyrol                      | Verteillac    |
| Saint-Paul-Lizonne         | Kompassrose, die auf Nachbargemeinden zeigt | Bertric-Burée |
|                            | Allemans                                    |               |

Lusignac liegt im Einzugsgebiet des Flusses Dordogne. Nebenflüsse der Lizonne, die Cendronne und die Sauvanie, durchqueren das Gebiet der Gemeinde.

## Geschichte
Das Zentrum der heutigen Gemeinde entwickelte sich auf einer Hochfläche rund um die Pfarrkirche, die im 12. Jahrhundert erbaut wurde. Seit dem 15. Jahrhundert schützte eine Burg die Bevölkerung des Dorfes und der Weiler, die sich größtenteils an Hanglagen erstrecken. Lusignac war ehemals ein Adelssitz und 1760 Sitz einer Justice haute (Hochgericht).

### Toponymie
Toponyme und Erwähnungen von Lusignac waren:
- Luginhacum (13. Jahrhundert, Kirchenregister),
- Luginhac (16. Jahrhundert, Kastellanei des Périgord, Archiv von Pau),
- Luziniat (1760, Dokument über den Zustand der Rechtsprechung in der Guyenne),
- Lusinhac (1750, Karte von Cassini),
- Luzinhac (1793, Notice Communale),
- Lusinhac (1801, Bulletin des Lois).[4][5][6]

### Einwohnerentwicklung

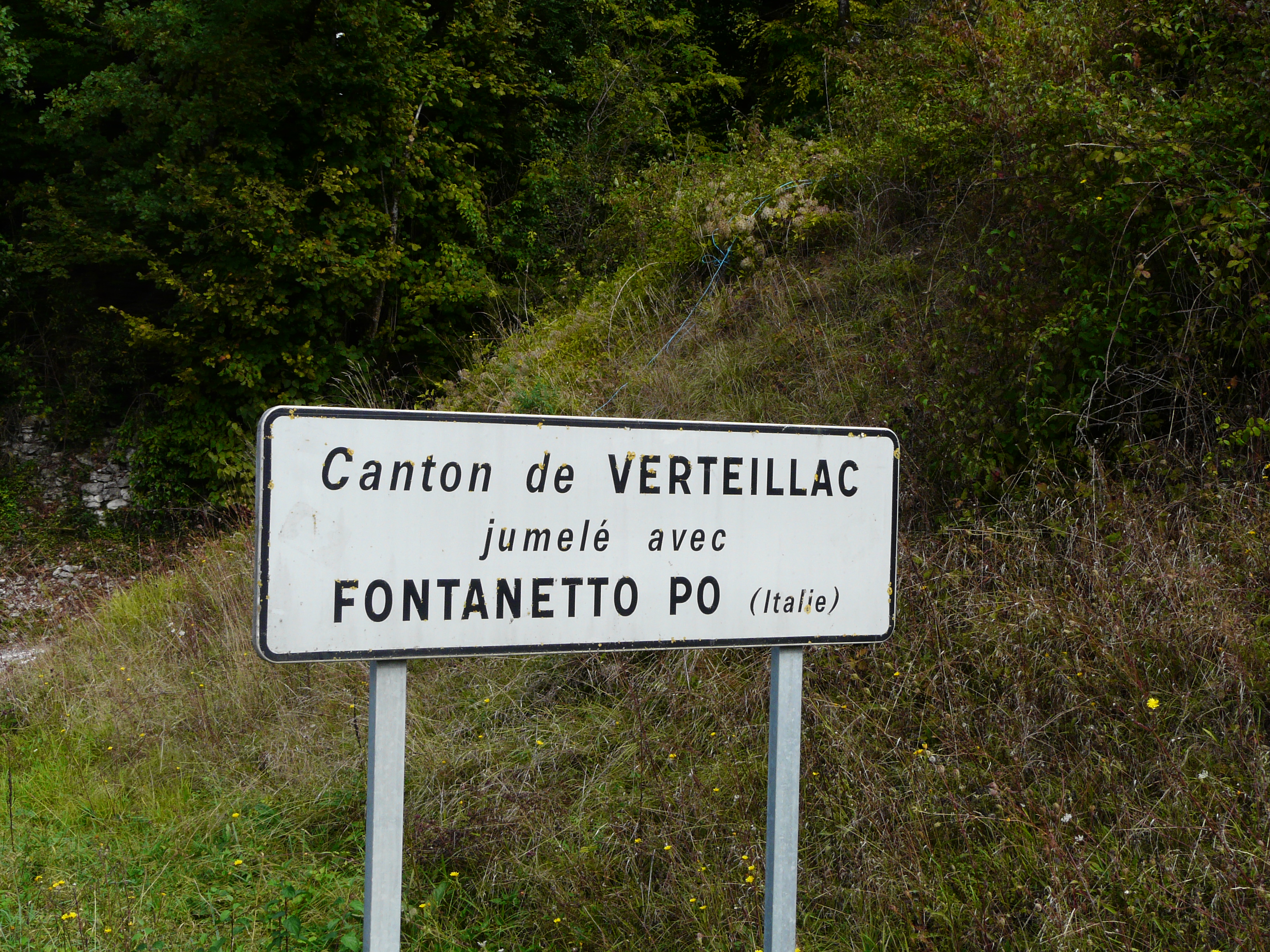
Schild mit der Angabe der Städtepartnerschaft

Nach Beginn der Aufzeichnungen stieg die Einwohnerzahl in der Mitte des 19. Jahrhunderts auf einen Höchststand von rund 500. In der Folgezeit sank die Größe der Gemeinde bis zu den 1980er Jahren auf ein Niveau von rund 190 Einwohnern, das bis heute gehalten wird.
| Jahr      | 1962 | 1968 | 1975 | 1982 | 1990 | 1999 | 2006 | 2010 | 2022 |
| --------- | ---- | ---- | ---- | ---- | ---- | ---- | ---- | ---- | ---- |
| Einwohner | 239  | 210  | 201  | 192  | 192  | 185  | 181  | 189  | 163  |

## Gemeindepartnerschaft
Lusignac unterhält über dem ehemaligen Kanton Verteillac seit 1988 eine Partnerschaft mit der Gemeinde Fontanetto Po in der italienischen Region Piemont.

## Sehenswürdigkeiten

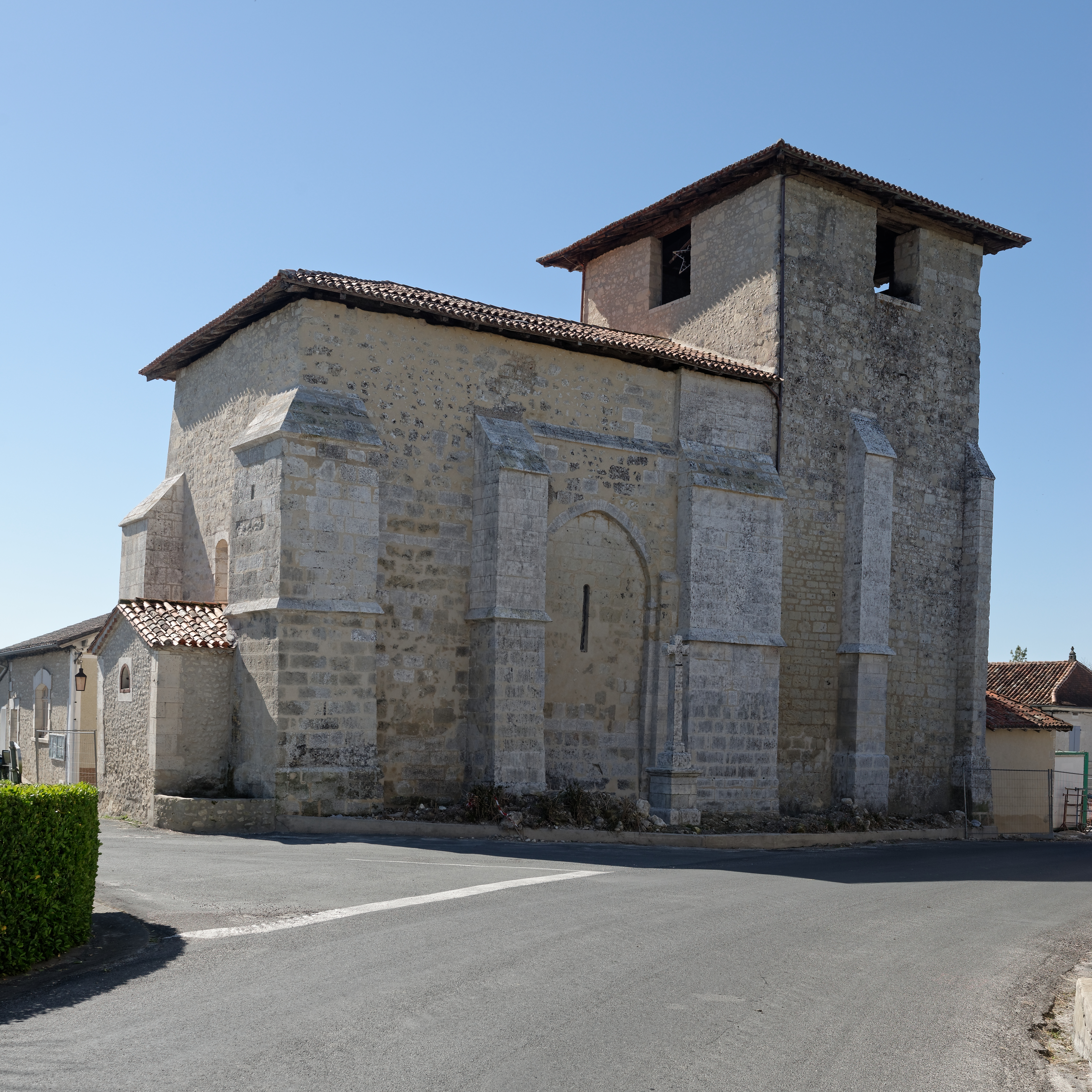
Pfarrkirche Saint-Eutrope

### PfarrkircheSaint-Eutrope
Die Errichtung der Kirche erfolgte in zwei Schritten. Zu Beginn des 12. Jahrhunderts wurde der flach abgeschlossene Chor und drei Jochen des mit Kuppeln überdachten Langhauses gebaut. Am Ende des 12. Jahrhunderts wurden die beiden westlichen Jochen des Langhauses mit einem Tonnengewölbe versehen. Nach Zerstörungen in den Hugenottenkriegen wurde der Chor im 16. Jahrhundert restauriert, behielt aber sein Tonnengewölbe. Die drei Jochen des einschiffigen Langhauses hingegen wurden gleichzeitig mit einem Kreuzrippengewölbe ausgestattet. Im 19. Jahrhundert erfolgten Ausbesserungen an der Außenseite. Eines der nördlichen Strebepfeiler trägt die Jahreszahl „1946“. Der romanische Glockenturm ragt mit seinem Zeltdach über dem ersten und einer Hälfte des zweiten Jochs des Langhauses empor. Die südwestliche Fassade ist besetzt mit einem Wehrerker, der mit Kielbögen aus dem 16. Jahrhundert verziert ist. Er ruht auf Konsolen, die an Maschikuli erinnern. Eine kleine Vorhalle ist am Glockenturm angebaut worden, während auf der gegenüberliegenden Seite ein tiefer Brunnen aus der Zeit der Errichtung der Kirche an die Apsis zwischen dem Eckstrebepfeiler und der Sakristei gebaut wurde. Brüche im Mauerbau des Gebäudes zeugen außen von den Ausbesserungen im Laufe der Jahrhunderte. Im Kircheninneren befinden sich zwei Piscinen unter einem gedrückten Spitzbogen an der Südwand. Die Kirche ist seit dem 17. Dezember 1947 als Monument historique eingeschrieben.
Zwei Elemente der Inneneinrichtung sind als bewegliche Objekte seit dem 17. Februar 1971 als Monuments historiques klassifiziert. Eine steinerne Skulptur mit der Darstellung der Pietà wurde am Ende des 15. Jahrhunderts geschaffen. Sie ist beschädigt, denn die Beine von Christus und die Hände Marias fehlen heute. Der Pfarrer von Lusignac fand das 43 cm hohe Werk in der zweiten Hälfte des 19. Jahrhunderts im Glockenturm wieder. Vor 1898 wurde es im Garten des Pfarrhauses aufgestellt, bevor es im 20. Jahrhundert in der Kirche seinen Platz fand. Ein Stein, der im Strebepfeiler und der Apsis eingebaut ist, trug die Inschrift „MA TU IN DIE TRIBULATIONIS SPES MEA“ zusammen mit einem Christusmonogramm und die Jahreszahl „1641“. Dies hängt zusammen mit einer Pestepidemie, deren Ende der Fürbitte an die Pietà zugeschrieben wurde.
Bei dem zweiten Werk handelt es sich um einen Tabernakel aus dem 17. Jahrhundert. Er ist aus Nussbaumholz gefertigt und misst in seiner Höhe 160 cm und in seiner Breite 210 cm. Sechs gedrehte Säulen strukturieren den Schrein mit zwei Seitenflügeln und zwei Ebenen. Er wird durch zahlreiche mit Flachreliefs versehenen Tafeln, zwei Statuetten in Nischen und zwei Büsten in Halbrelief verschönert und mit einer gerippten Kuppel bekrönt. Auf der Tür ist der gute Hirte als Flachrelief dargestellt. Die beiden Statuetten zeigen den heiligen Rochus von Montpellier und den heiligen Fronto von Périgueux. Auf Medaillons werden die biblischen Szenen der Verkündigung des Herrn und Mariä Heimsuchung illustriert. Die beiden Büsten auf den Seitenflügeln zeigen Christus und Maria. Auf der oberen Ebene verbildlichen seitliche Tafeln zwei Szenen der Passion, die Kreuztragung Christi und die Agonie Christi.

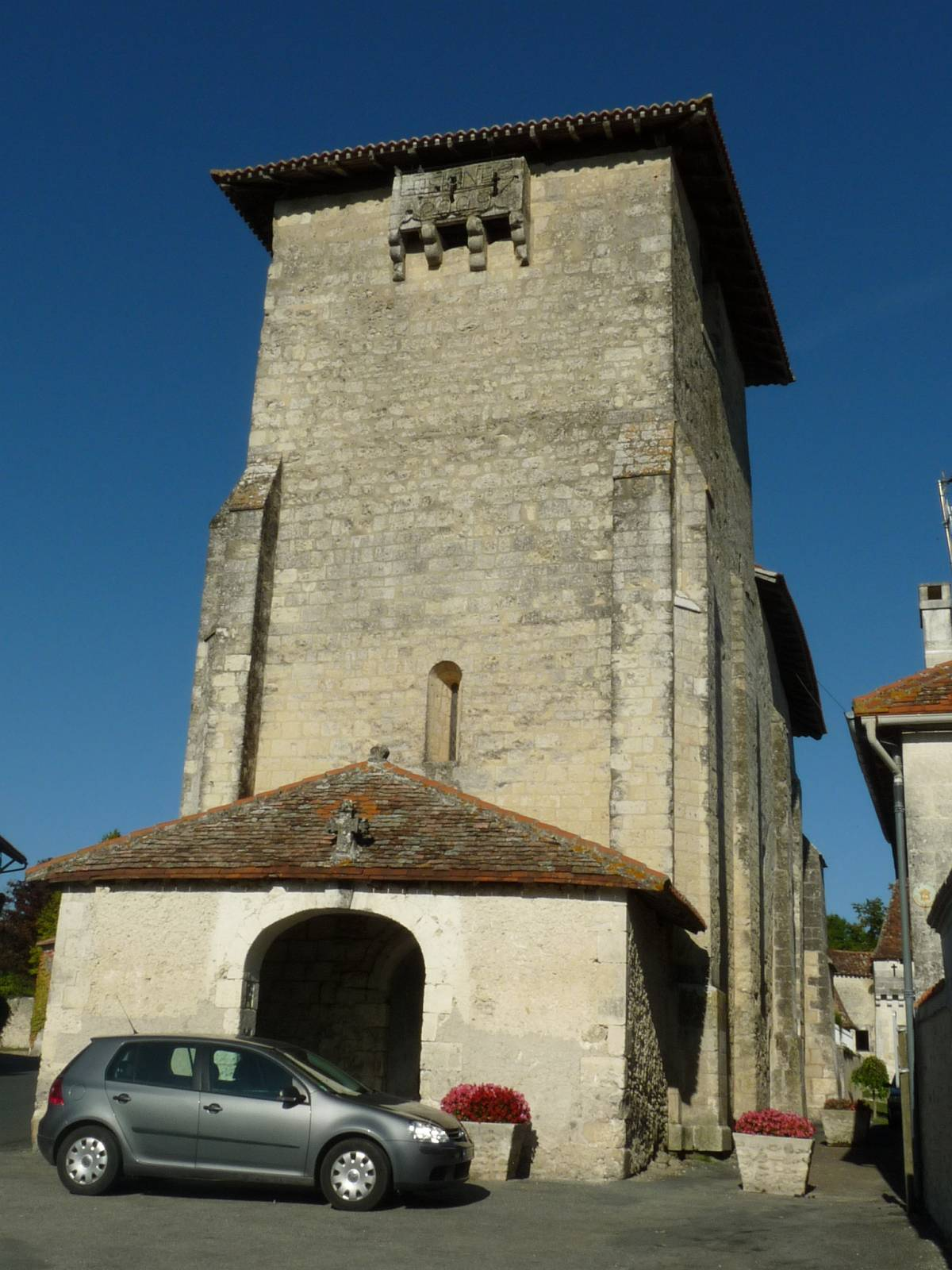
Südwestfassade
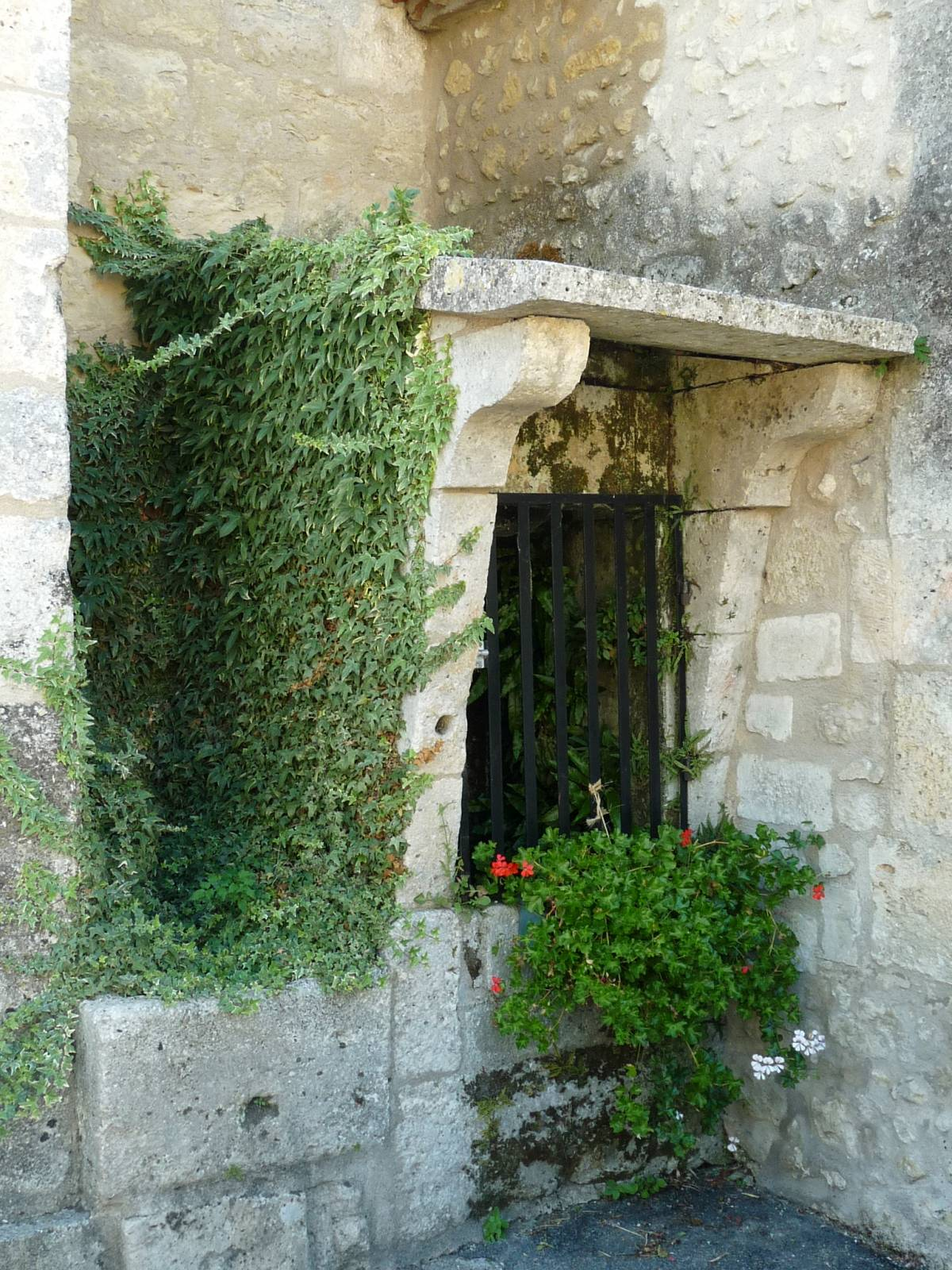
Brunnen
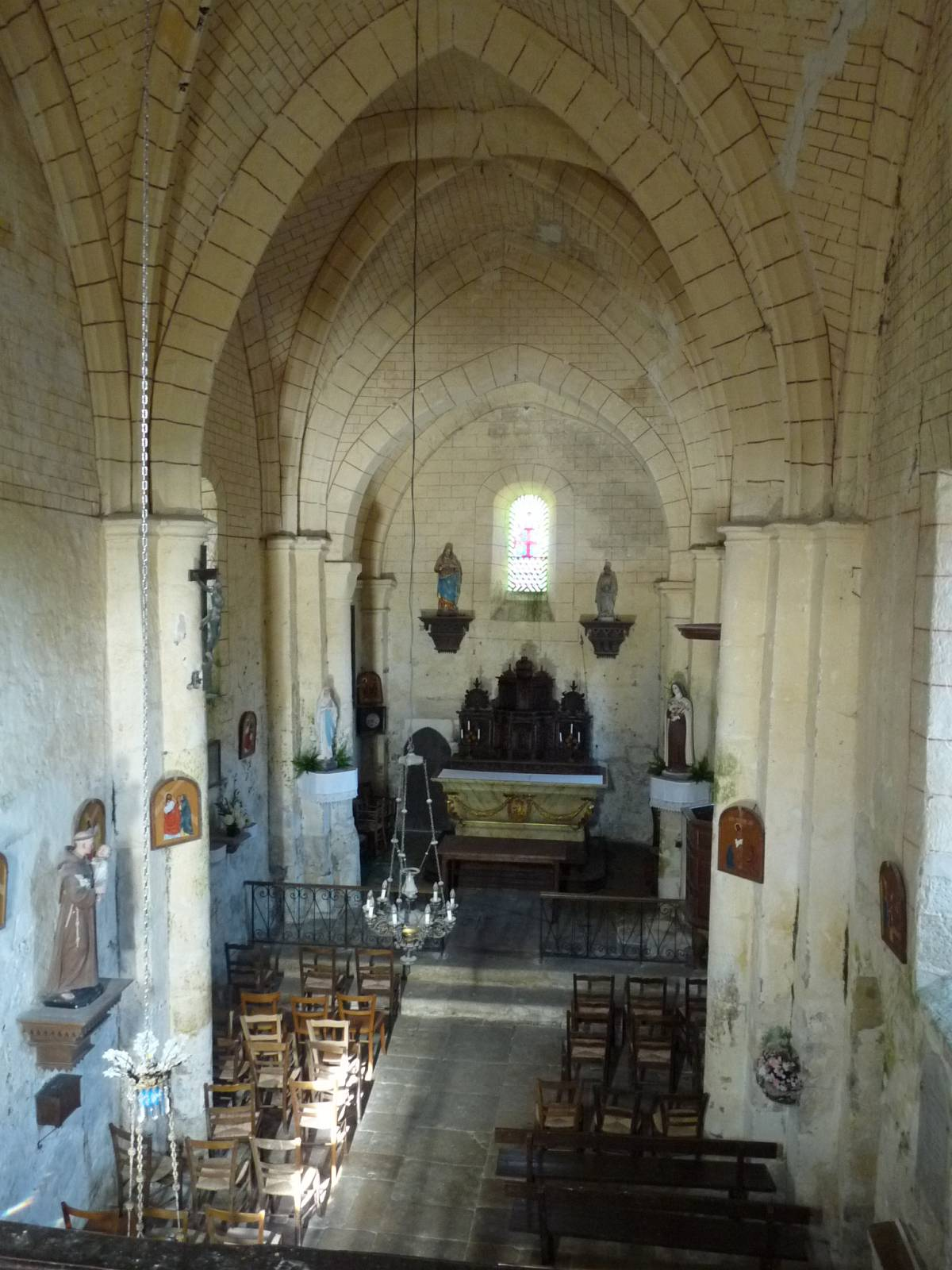
Kirchenschiff mit Blick auf den Chor
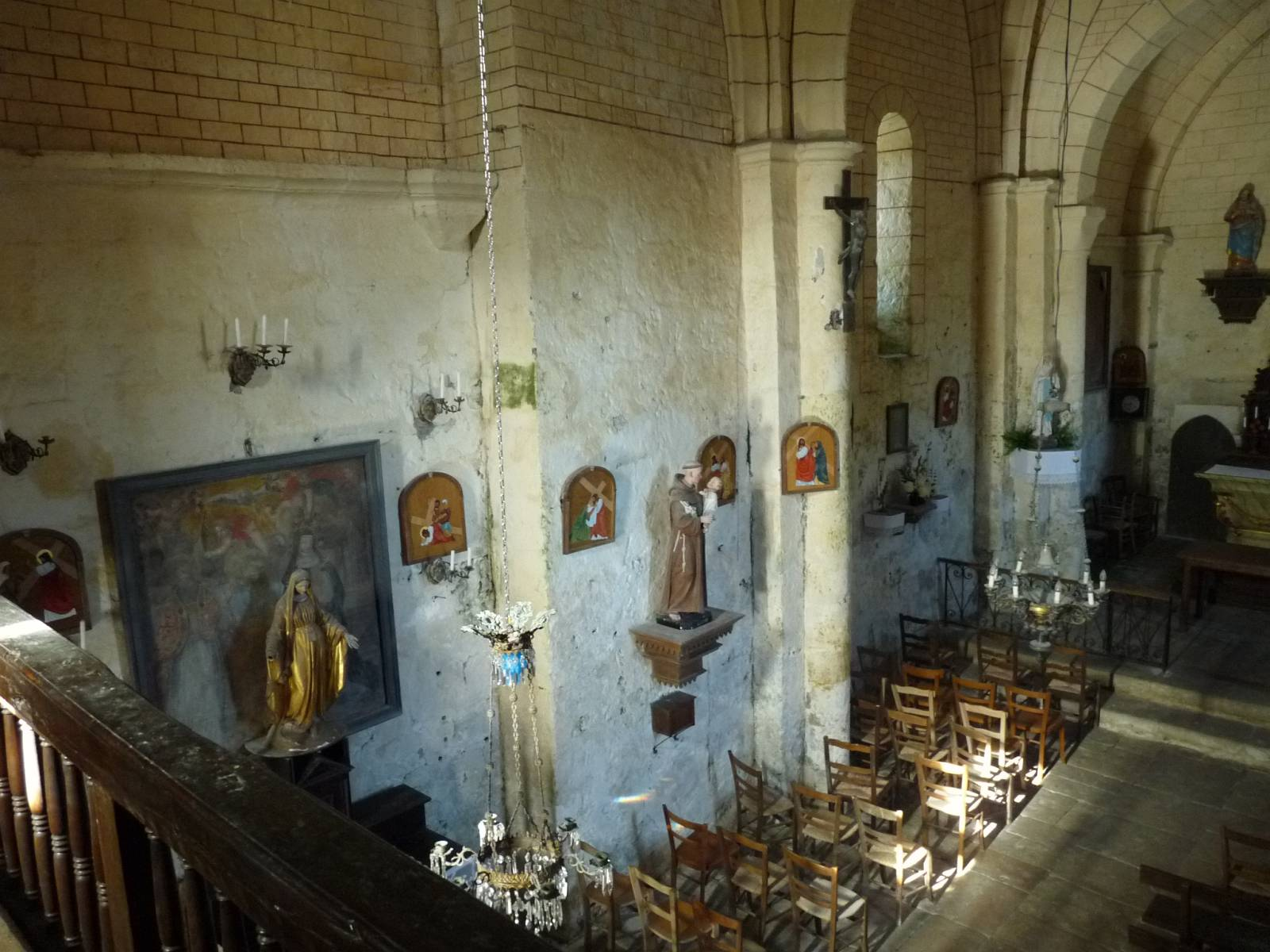
Blick von der Empore

### Burg

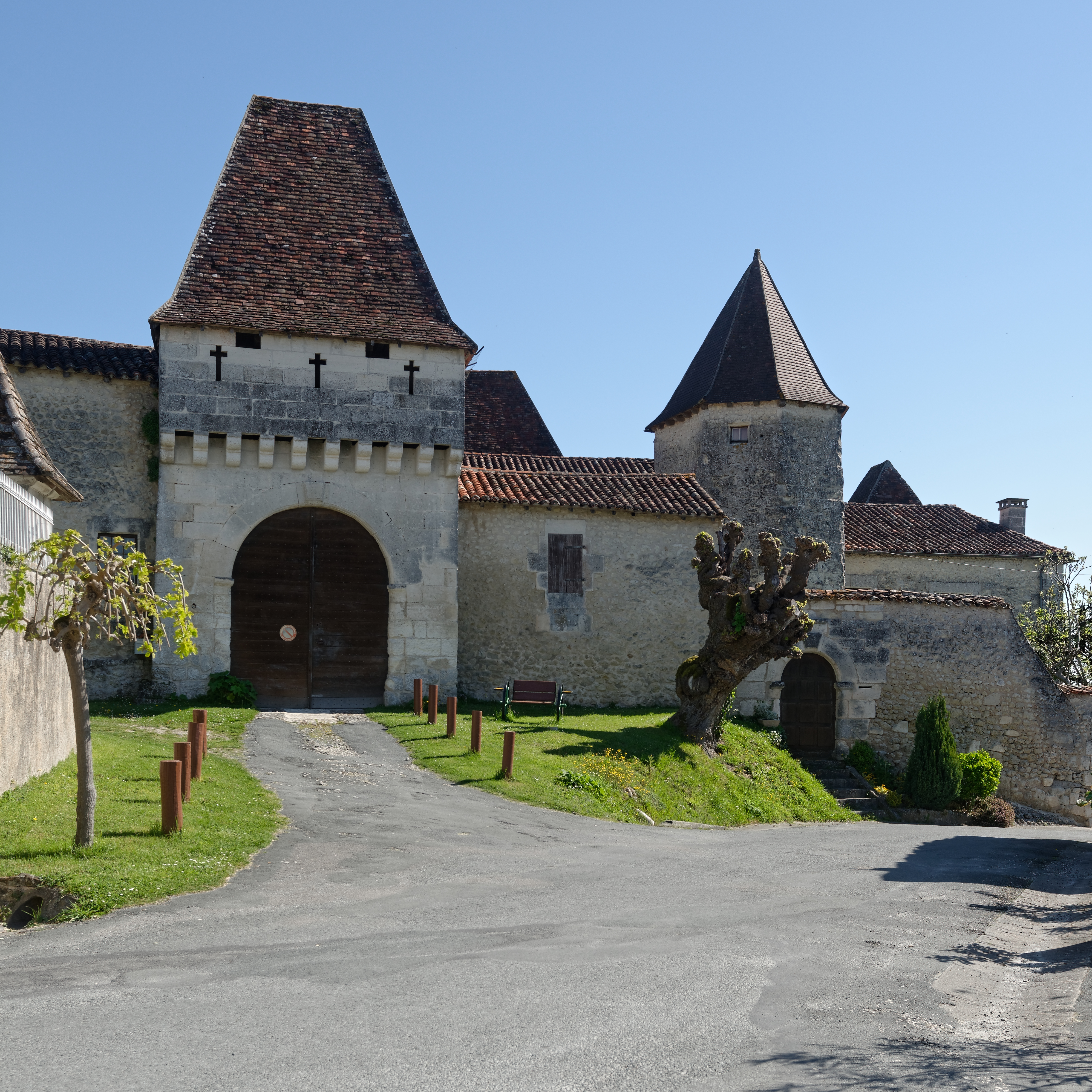
Burg

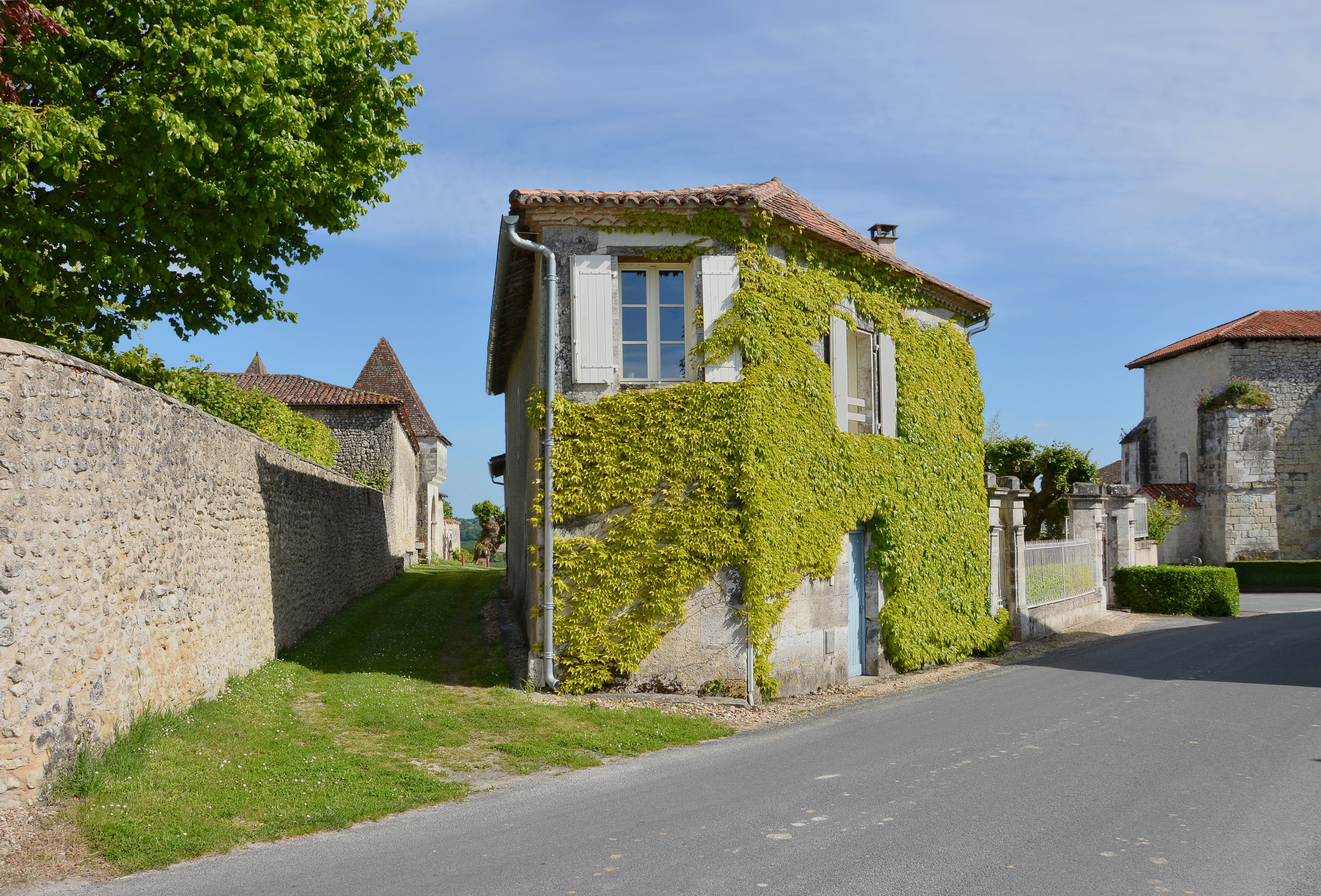
Haus in Lusignac

Die Adelsfamilie de la Porte besaßen ursprünglich eine Burg in Lusignac im 13. Jahrhundert. Die heutige Burg wurde im 15. Jahrhundert erbaut und gehörte in der Folge bis 1654 der Familie Brianson, dann erneut den Seigneurs de la Porte und von Lusignac. Im Jahre 1714 gelangte die Burg in den Besitz von Pierre de Lageard, Seigneur und Comte von Cherval, Großseneschall des Angoumois, dessen Familie in der Folge die Ländereien bis 1855 behielt. Während der Französischen Revolution erlitt das Bauwerk Beschädigungen. So sind die Zinnen auf den Kurtinen verschwunden. Im Jahre 1880 zerstörte ein Brand die Nordflanke, die anschließend durch eine Verlängerung der Burgmauer ersetzt wurde. Ausgehend von einer Burgmauer mit einem rechteckigen Grundriss und vier Türmen an den Ecken, besteht die heutige Burg aus einem Wohntrakt aus dem 15. Jahrhundert. Dieser ist aus Werksteinen und Bruchstein aus Kalkstein errichtet. Seine Fenster und Türen wurden vermutlich am Ende des 16. Jahrhunderts vergrößert. Fensterpfosten und -sprossen waren hierbei aus Holz gefertigt. Ein polygonaler Turm ist angebaut mit einem Kegeldach, das mit Flachziegeln gedeckt ist. Eine lange Kurtine bildet die südliche Flanke und verbindet zwei viereckige Türme, die zweifellos als Wohnräume bestimmt waren, da sie mit Zwillingsfenstern versehen sind. Daneben besitzen sie Schießscharten, die sowohl an den Fensterbrüstungen als auch an den Seiten angeordnet sind. Im Südwesten ist das Eingangsportal mit einem großen restaurierten Wehrerker versehen. Über der Einfahrt ist die Jahreszahl „1665“ zu erkennen. Die Tür für Fußgänger weiter unten ist über eine Treppe erreichbar. Das Renaissancetor zum Innenhof ist mit Bossenwerk versehen. Es wurde während der Revolution beschädigt und trug zweifellos das Wappen der Familie La Porte, das in jener Epoche zertrümmert wurde

### Dorfzentrum
Im Zentrum von Lusignac konnten Wohnhäuser aus dem 17. und 18. Jahrhundert bewahrt werden, und es wurden keine modernen Gebäude errichtet. Deshalb ist es seit dem 20. August 1974 als Monument historique eingeschrieben.

### Wassermühle Viger
Da die Wassermühle auf den Karten von Pierre de Belleyme und Cassini eingezeichnet ist, gab es sie zumindest seit der zweiten Hälfte des 18. Jahrhunderts. Örtlichen Überlieferungen zufolge wurde die Mühle bereits während der Regentschaft des französischen Königs Ludwig XIII. (1610 bis 1643) errichtet, und der Mühlbach sei durch englische Gefangene nach der Belagerung von La Rochelle (1627–1628) gegraben worden. Sie war vermutlich mit horizontalen Wasserrädern aus Holz ausgestattet, die am Ende des 19. Jahrhunderts mit leistungsfähigeren Rädern aus Metall ersetzt wurden. Zur gleichen Zeit wurde die Mühle insgesamt überholt. Anhand des napoléonischen Katasters lässt sich ablesen, dass eine Ölmühle nach 1825 hinzugefügt wurde, weil diese noch nicht verzeichnet war. Nach einer Datenerfassung im Jahre 1936 produzierte die Getreidemühle zu diesem Zeitpunkt kein Brotmehl mehr, denn diese wurde bereits 1920 eingestellt. Der Betrieb konzentrierte sich auf die Zerkleinerung von Getreide für Viehfutter. Die Produktion von Nussöl dauerte hingegen bis in die 1950er Jahre. Das Mühlengebäude befindet sich auf einem Wehr über einem Mühlbach, der von der Sauvanie abzweigt. Es besitzt einen rechteckigen Grundriss, zwei Geschosse mit Dachgeschoss und ein Satteldach, das mit Falzziegeln gedeckt ist. Der westliche Gebäudeteil und die erste Etage dienten als Wohnraum. Der Betrieb war auf zwei Räume im Osten verteilt. Der erste, in der Mitte des Gebäudes befindliche, barg den Wassergraben mit den beiden horizontalen Wasserrädern, die mit den darunterliegenden Mahlsteinen verbunden waren. Der zweite Raum war für die Mühle zur Erzeugung von Nuss- und Sonnenblumenöl vorgesehen mit einer Ölpresse und zwei Mühlsteinen, die von einem horizontalen Wasserrad angetrieben wurden. Die Mühle ist heute in Privatbesitz und nicht zu besichtigen.

## Wirtschaft und Infrastruktur
Lusignac liegt in den Zonen AOC der Buttersorten Charentes-Poitou, Charentes und Deux-Sèvres, der Walnüsse des Périgord und des Nussöls des Périgord.

### Verkehr
Die Route départementale 97 durchquert im Norden das Gemeindegebiet auf einem kurzen Abschnitt. Sie verbindet Verteillac, den Hauptort des ehemaligen Kantons, mit Bouteilles-Saint-Sébastien und Palluaud im benachbarten Département Charente. Die Route départementale 97E zweigt von dieser ab und durchquert Lusignac von Nord nach Süd und verbindet die Gemeinde mit Saint-Séverin im benachbarten Département Charente über Saint-Paul-Lizonne.